# موریموندو
موریموندو (به ایتالیایی: Morimondo) یک کومونه در ایتالیا است که در استان میلان واقع شده‌است.

## خصوصیات
موریموندو ۲۶٫۲ کیلومترمربع مساحت و ۱٬۱۹۵ نفر جمعیت دارد و ۱۰۹ متر بالاتر از سطح دریا واقع شده‌است.